# Ratpenat cuallarg angolès
El ratpenat cuallarg angolès (Mops condylurus) és una espècie de ratpenat de la família dels molòssids que es troba a Angola, Benín, Botswana, Burkina Faso, Burundi, República Democràtica del Congo, Costa d'Ivori, Etiòpia, Gàmbia, Ghana, Guinea, Kenya, Malawi, Mali, Moçambic, Namíbia, el Níger, Nigèria, Ruanda, Senegal, Sierra Leona, Somàlia, Sud-àfrica, el Sudan, Eswatini, Tanzània, Togo, Uganda, Zàmbia i Zimbàbue.

## Subespècies
- Mops condylurus condylurus
- Mops condylurus orientis
- Mops condylurus osborni
- Mops condylurus wonderi